# Löderups strandbad
Löderups strandbad är ett fritidshusområde i Löderups distrikt i Ystads kommun, Skåne län, beläget på Skånes sydkust mellan Kåseberga och Sandhammaren, en dryg halvmil söder om tätorten Löderup. Området består av cirka 300 fastigheter, varav de flesta är fritidshus.
Stränderna består av fin flygsand och har under årens lopp drabbats av svår stranderosion. Ut från stränderna har anlagts stenpirar, så kallade hövder, för att begränsa erosionen.
Området har en typisk sommarstugekaraktär med begränsad service. Det finns emellertid en hotell- och stuganläggning med samma namn. I området finns två minigolfbanor och ett kafé. I den östra delen av området finns campingplatsen Löderups Strandbads Camping.
Löderups strandbad har fått uppmärksamhet till följd av den svåra stranderosionen. Vid fyra tillfällen (2011, 2014, 2017 och 2020) har Ystads kommun tillfört ny sand för att motverka sandförlusten.
Det finns en bok som beskriver de första 100 åren av Löderups strandbads historia som går att ladda ner gratis.
Dag Hammarskjölds Backåkra ligger ett par kilometer öster om Löderups strandbad.

## Bildgalleri

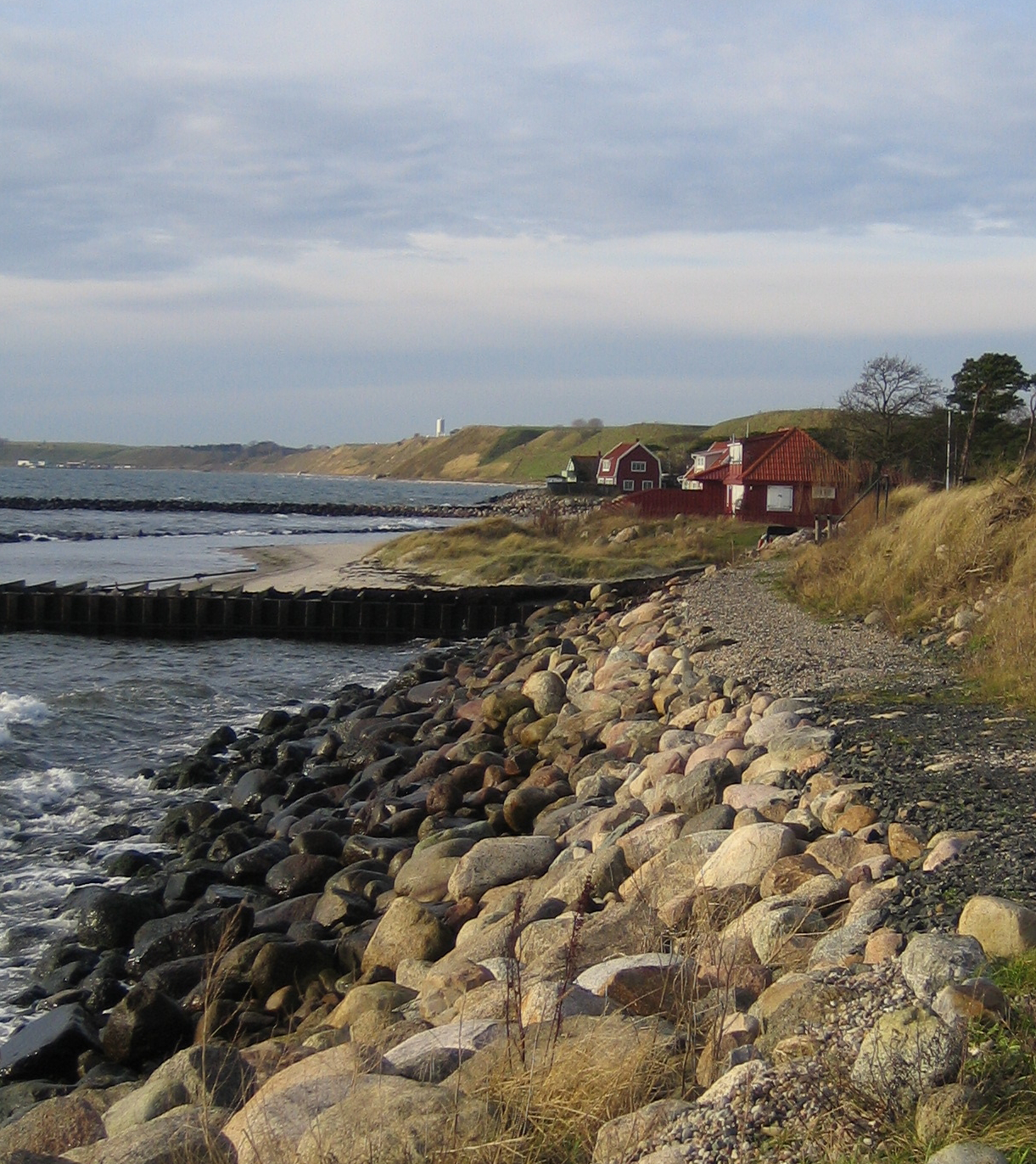
Eroderad strand med hövder.
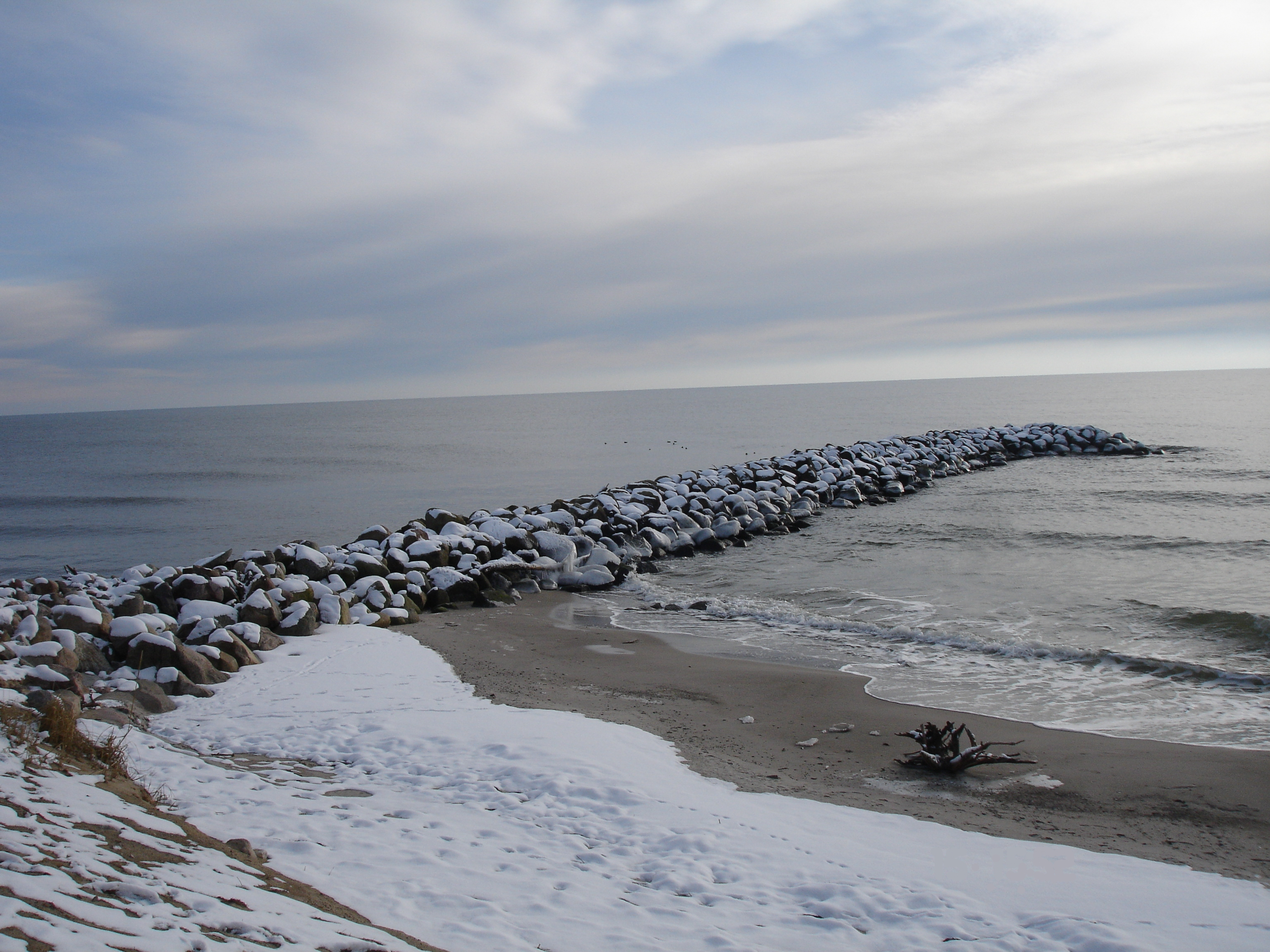
Kungahövden.